# Documento de viaje (Polonia)

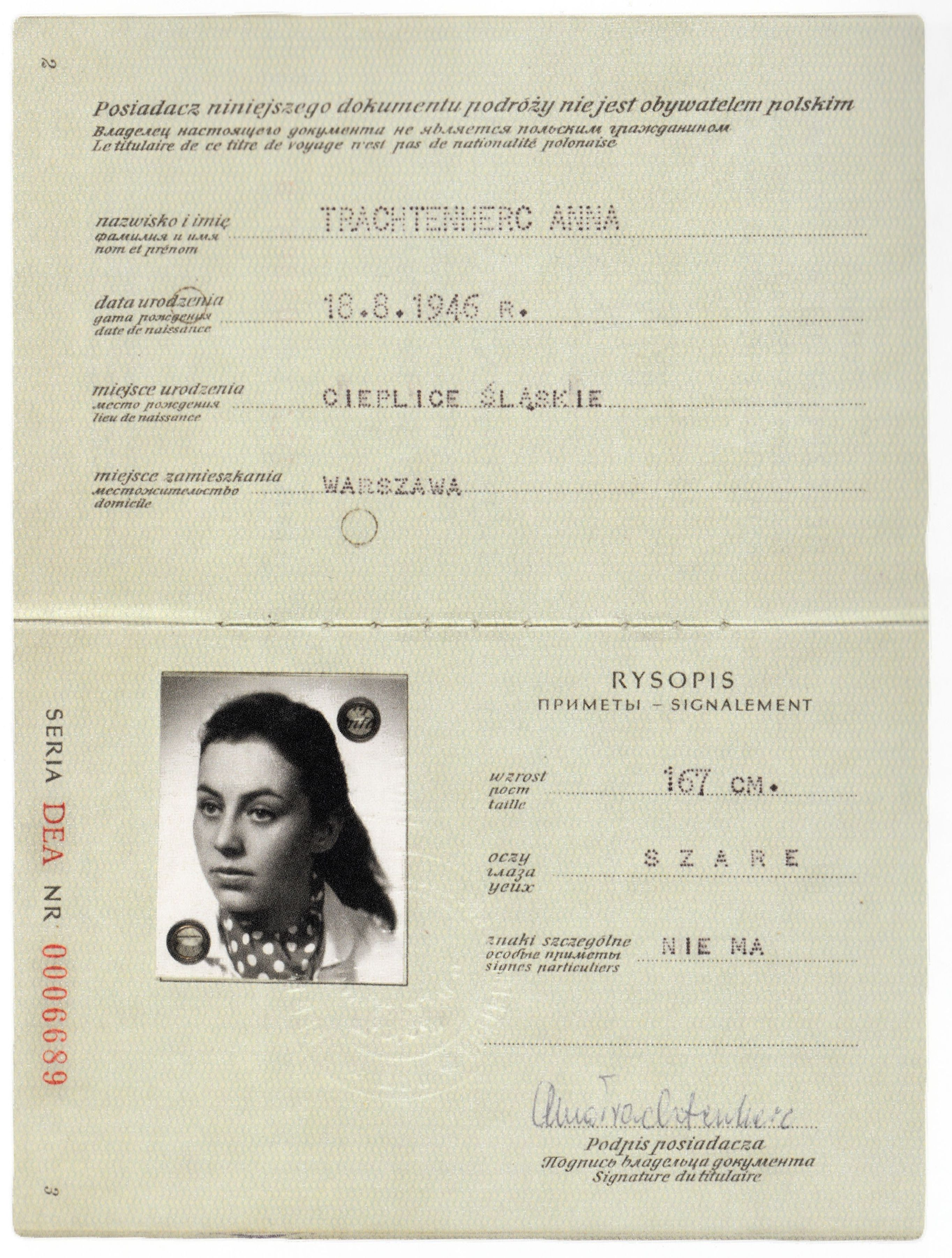
Documento de viaje que confirma que su titular "no es ciudadano polaco"

El documento de viaje (en polaco Dokument podróży) es un documento oficial que confirma la identidad de una persona que no tiene ciudadanía polaca.
Tal documento se expedía a los ciudadanos polacos que habían renunciado a la ciudadanía polaca para que pudieran ir al extranjero. El documento constaba la identidad de la persona y el hecho de que "el titular de este documento no es ciudadano polaco".
Durante la ola de emigración de 1968, tales documentos recibían, por ejemplo, los inmigrantes judíos (y sus cónyuges no judíos) o alemanes que salían de Polonia después de la Segunda Guerra Mundial.
Hoy en día, el documento de viaje polaco se emite a un extranjero que tiene un permiso para establecerse, un permiso de residencia de residente de larga duración-CE o una protección subsidiaria.